# Skilanglauf-Far-East-Cup 2013/14
Der Skilanglauf-Far-East-Cup  2013/14 war eine von der FIS organisierte Wettkampfserie, die am 19. Dezember 2013 in Pyeongchang begann und am 5. Februar 2014 ebenfalls in Pyeongchang endete.  Die Gesamtwertung bei den Männern gewann Kōhei Shimizu. Er siegte bei drei von neun Rennen. Bei den Frauen wurde Yuki Kobayashi in der Gesamtwertung erste, die fünf der insgesamt neun Rennen gewann.

## Männer

### Resultate
| Datum             | Austragungsort | Disziplin       | Sieger               | Zweiter              | Dritter           |
| ----------------- | -------------- | --------------- | -------------------- | -------------------- | ----------------- |
| 19. Dezember 2013 | Pyeongchang    | 10 km klassisch | Kōhei Shimizu        | Nobuhito Kashiwabara | Kentaro Ishikawa  |
| 20. Dezember 2013 | Pyeongchang    | 15 km Freistil  | Kōhei Shimizu        | Nobuhito Kashiwabara | Junichi Igawa     |
| 26. Dezember 2013 | Otoineppu      | 10 km klassisch | Akira Lenting        | Kōhei Shimizu        | Hiroyuki Miyazawa |
| 27. Dezember 2013 | Otoineppu      | 10 km Freistil  | Akira Lenting        | Hiroyuki Miyazawa    | Yosuke Kobayashi  |
| 6. Januar 2014    | Sapporo        | 10 km klassisch | Hiroyuki Miyazawa    | Akira Lenting        | Kōhei Shimizu     |
| 7. Januar 2014    | Sapporo        | Sprint Freistil | Yūichi Onda          | Nobuhito Kashiwabara | Shohei Kodama     |
| 8. Januar 2014    | Sapporo        | 10 km Freistil  | Akira Lenting        | Nobu Naruse          | Yūichi Onda       |
| 4. Februar 2014   | Pyeongchang    | 10 km klassisch | Kōhei Shimizu        | Nobuhito Kashiwabara | Hwang Jun-hee     |
| 5. Februar 2014   | Pyeongchang    | 15 km Freistil  | Nobuhito Kashiwabara | Kōhei Shimizu        | Cho Yong-jin      |

### Gesamtwertung Männer
| Rang | Name                 | Punkte |
| ---- | -------------------- | ------ |
| 1    | Kōhei Shimizu        | 618    |
| 2    | Nobuhito Kashiwabara | 490    |
| 3    | Akira Lenting        | 425    |
| 4    | Hiroyuki Miyazawa    | 320    |
| 5    | Kentaro Ishikawa     | 227    |
| 6    | Junichi Igawa        | 222    |
| 7    | Nobu Naruse          | 206    |
| 8    | Yūichi Onda          | 205    |
| 9    | Takanori Ebina       | 192    |
| 10   | Tomoki Satou         | 178    |
| 11   | Cho Yong-jin         | 154    |
| 12.  | Park Seong-beom      | 148    |
| 13.  | Kaichi Naruse        | 139    |
| 14.  | Yosuke Kobayashi     | 125    |
| 15.  | Kim Jeong-min        | 122    |
| 16.  | Shohei Kodama        | 113    |
| 17.  | Akihito Uda          | 109    |
| 18.  | Jung Eui-myung       | 106    |
| 19.  | Jumpu Ishida         | 105    |
| 20.  | Hwang Jun-hee        | 100    |
| 21.  | Masato Tanaka        | 88     |
| 22.  | Hikari Fujinoki      | 84     |
| 23.  | Kim Eun-ho           | 83     |
| 24.  | Lee Jae-bong         | 82     |
| 25.  | Takatsugu Uda        | 77     |
| 26.  | Kim Min-uk           | 74     |
| 26.  | Masaya Kimura        | 74     |

| Rang | Name             | Punkte |
| ---- | ---------------- | ------ |
| 26.  | Takeshi Sakurai  | 74     |
| 29.  | Ha Tae-bok       | 72     |
| 29.  | Takuma Kato      | 72     |
| 31.  | Tsuyoshi Iikuza  | 70     |
| 32.  | Jeong Jong-won   | 69     |
| 33.  | Park Sang-yong   | 67     |
| 34.  | Kim Tae-sung     | 65     |
| 35.  | Lee Ho-jin       | 62     |
| 36.  | Kim Dae-hyun     | 58     |
| 37.  | Lee Geon-yong    | 57     |
| 38.  | Kim Hyun-woo     | 56     |
| 39.  | Daiki Kuriyama   | 50     |
| 40.  | Yuhei Fujita     | 46     |
| 41.  | Takuma Muraji    | 44     |
| 42.  | Jun Ishikawa     | 40     |
| 43.  | Tatsuki Itabashi | 39     |
| 44.  | Cho Bum-ki       | 39     |
| 45.  | Byun Joo-young   | 36     |
| 45.  | Taichi Sato      | 36     |
| 47.  | Cho Young-chan   | 31     |
| 47.  | Choi Chul-gyu    | 31     |
| 49.  | Takahiro Suzuki  | 30     |
| 49.  | Ryo Takahashi    | 30     |
| 51.  | Kim Seon-min     | 28     |
| 52.  | Kotaro Ichimura  | 27     |
| 52.  | Toshiro Nagai    | 27     |
| 54.  | Takuya Nakashima | 26     |

| Rang | Name               | Punkte |
| ---- | ------------------ | ------ |
| 55.  | Tatsuhiki Uchida   | 24     |
| 56.  | Cho Hyun-sang      | 23     |
| 56.  | Daichi Nishida     | 23     |
| 58.  | Ji Won             | 22     |
| 59.  | Takayuki Mochizuki | 19     |
| 60.  | Shohei Suginuma    | 18     |
| 61.  | Woo Gyoung-Jin     | 17     |
| 62.  | Kim Nam-Hyeok      | 16     |
| 63.  | Jeon Jong-yeon     | 15     |
| 64.  | Takeyito Fujiya    | 14     |
| 65.  | Jo Jung-hong       | 12     |
| 65.  | Yun Dong-guk       | 12     |
| 67.  | Ryo Tachibana      | 11     |
| 68.  | Tsutomu Sasaki     | 9      |
| 69.  | Hwang Jun-ho       | 8      |
| 70.  | Akio Fujii         | 7      |
| 70.  | Hong Yeon-Ki       | 7      |
| 70.  | Eom Dae-ho         | 7      |
| 73.  | Takeo Hoshina      | 6      |
| 73.  | Rem Kameguchi      | 6      |
| 75.  | Yuki Aono          | 5      |
| 76.  | Takumi Yamoto      | 4      |
| 77.  | Yuuki Baba         | 3      |
| 78.  | Kang Yun-sic       | 2      |
| 78.  | Hironori Kojima    | 2      |
| 78.  | Takashi Koyama     | 2      |
| 78.  | Daichi Yamahi      | 2      |

## Frauen

### Resultate
| Datum             | Austragungsort | Disziplin       | Sieger              | Zweiter             | Dritter         |
| ----------------- | -------------- | --------------- | ------------------- | ------------------- | --------------- |
| 19. Dezember 2013 | Pyeongchang    | 5 km klassisch  | Yuki Kobayashi      | Kozue Takizawa      | Lee Chae-won    |
| 20. Dezember 2013 | Pyeongchang    | 10 km Freistil  | Yuki Kobayashi      | Lee Chae-won        | Sumiko Ishigaki |
| 26. Dezember 2013 | Otoineppu      | 5 km klassisch  | Yuki Kobayashi      | Yukari Tanaka       | Akiko Sakurai   |
| 27. Dezember 2013 | Otoineppu      | 5 km Freistil   | Yuki Kobayashi      | Michiko Kashiwabara | Yukari Tanaka   |
| 6. Januar 2014    | Sapporo        | 5 km klassisch  | Yuki Kobayashi      | Kana Matsudate      | Chisa Ōbayashi  |
| 7. Januar 2014    | Sapporo        | Sprint Freistil | Michiko Kashiwabara | Yuki Kobayashi      | Naoko Omori     |
| 8. Januar 2014    | Sapporo        | 5 km Freistil   | Chisa Ōbayashi      | Yukari Tanaka       | Yuki Kobayashi  |
| 4. Februar 2014   | Pyeongchang    | 5 km klassisch  | Han Da-som          | Bae Min-ju          | Ju Hye-ri       |
| 5. Februar 2014   | Pyeongchang    | 10 km Freistil  | Han Da-som          | Ju Hye-ri           | Nam Seul-gi     |

### Gesamtwertung Frauen
| Rang | Name                | Punkte |
| ---- | ------------------- | ------ |
| 1    | Yuki Kobayashi      | 640    |
| 2    | Chisa Ōbayashi      | 410    |
| 3    | Yukari Tanaka       | 395    |
| 4    | Lee Chae-won        | 317    |
| 5    | Michiko Kashiwabara | 297    |
| 6    | Naoko Omori         | 249    |
| 7    | Han Da-som          | 244    |
| 8    | Sumiko Ishigaki     | 241    |
| 9    | Chihiro Kasahara    | 223    |
| 10   | Naoko Azegami       | 214    |
| 11   | Ju Hye-ri           | 183    |
| 12.  | Kozue Takizawa      | 180    |
| 13.  | Bae Min-ju          | 161    |
| 14.  | Kana Matsudate      | 148    |
| 15.  | Yuka Otsuka         | 146    |
| 16.  | Akane Sugiyama      | 141    |
| 17.  | Maki Ohdaira        | 131    |
| 18.  | Chinatsu Takeda     | 129    |
| 19.  | Nam Seul-gi         | 110    |

| Rang | Name             | Punkte |
| ---- | ---------------- | ------ |
| 20.  | Kim Bo-ra        | 101    |
| 21.  | Yoo Dan-bi       | 98     |
| 22.  | Yu Kaisaka       | 89     |
| 23.  | Kim Eun-ji       | 87     |
| 24.  | Shin Jin-soo     | 86     |
| 25.  | You Ja-young     | 81     |
| 26.  | Park So-woon     | 75     |
| 26.  | Satsuki Yamanaka | 75     |
| 28.  | Lee Yeong-ae     | 74     |
| 29.  | Akiko Sakurai    | 70     |
| 30.  | Cha I-re         | 65     |
| 31.  | Sayuri Yaguchi   | 57     |
| 32.  | Megumi Daimaru   | 55     |
| 33.  | Mo Min-ji        | 54     |
| 34.  | Choe Shin-ae     | 52     |
| 34.  | Yuka Shigeta     | 52     |
| 36.  | Narumi Hando     | 50     |
| 36.  | Kang Mi-Ea       | 50     |
| 38.  | Asuka Hachisuka  | 45     |

| Rang | Name            | Punkte |
| ---- | --------------- | ------ |
| 39.  | Shino Hatanaka  | 44     |
| 40.  | Sora Takizawa   | 32     |
| 41.  | Yuka Igarashi   | 28     |
| 42.  | Asami Sato      | 27     |
| 43.  | Park Jeong-eun  | 18     |
| 44.  | Shoko Ishii     | 16     |
| 45.  | Kyoko Ariji     | 15     |
| 45.  | Manami Murata   | 15     |
| 45.  | Chiho Sugai     | 15     |
| 48.  | Mikako Harada   | 14     |
| 48.  | Rina Sakai      | 14     |
| 48.  | Marie Takagi    | 14     |
| 51.  | Kanae Shigeta   | 12     |
| 51.  | Mari Sugiyama   | 12     |
| 53.  | Miki Kodama     | 10     |
| 54.  | Honami Ishiyama | 7      |
| 55.  | Arisa Saiki     | 3      |